# الغزو الإسباني لإمبراطورية الآزتك
الغزو الإسباني لإمبراطورية الآزتك (بالإسبانية: Conquista de México)‏، (بدأ في فبراير 1519) أحد أهم الأحداث في الاستعمار الإسباني للأمريكتين.
بعد أن أسس كريستوفر كولومبس مستوطنة أوروبية دائمة في الكاريبي، أذنت إسبانيا للبعثات لاكتشاف وفتح، واستعمار الأراضي الجديدة باستخدام المستوطنات الإسبانية الموجودة كقاعدة. وكان العديد من المشاركين في بعثة كورتيس لعام 1519 لم يسبق لهم القتال. وكان إرنان كورتيس نفسه لم يقود رجالا في أي معركة من قبل. ومع ذلك، كان هناك جيل كامل من الأسبان المشاركين في بعثات منطقة الكاريبي وتييرا فيرم (أمريكا الوسطى)، وقد تعلموا استراتيجات وتكتيكات ناجحة. كان للغزو الأسباني سوابق مع الممارسات المعمول بها.
بدأت الحملة الإسبانية في فبراير 1519، وتم إعلان الانتصار في 13 أغسطس 1521، عندما تم القبض على الإمبراطور كواوتيموك واحتلت تينوتشتيتلان عاصمة إمبراطورية الأزتيك بواسطة جيش التحالف من الإسبان ومحاربي تلاكسكالا المحليين بقيادة إرنان كورتيس ويكوتينكاتل الأصغر.
خلال الحملة، تحالف كورتيس مع عدد من تابعي وخصوم الآزتك، مثل التوتوناكيين والتلاكسكاتيكيين والتوكوكانيين، وغيرها من الولايات وخاصة المجاورة لبحيرة تيكسكوكو. في الطريق تم خداع الحلفاء ونصبت لهم عدة كمائن من قبل الناس الذين يواجهونهم بالطريق. بعد ثمانية أشهر من المعارك والمفاوضات التي تغلبت على المقاومة والزيارات الدبلوماسية لإمبراطور الآزتك مونتيزوما؛ حيث استقر فيها. وصل كورتيس إلى تينوتشتيتلان في 8 نوفمبر 1519 وأصبح ضيفا عند مونتيزوما. عندما وصلت كورتيس أنباء عن مقتل العديد من رجاله خلال هجوم الآزتيك على التوتوناكيين في فيراكروز، انتهز الفرصة لأسر موكتيزوما، وقد سمح موكتيزوما أن يكون أسيرا كبادرة دبلوماسية. يعتبر القبض على زعيم قبيلة أو حاكم محلي من الإجراءات التشغيل القياسية للإسبان في مجال توسعها في الكاريبي، وبالتالي فإن القبض على موكتيزوما يعتبر تقدم كبيرة، والتي شملت ما سيطرت عليه إسبانيا خلال الاسترداد المسيحي للأراضي الإسلامية.
عندما غادر كورتيس تينوتشتيتلان لكي يعود إلى الساحل ويتفق مع بعثة بانفيلو دي نارفاييث، غادر بيدرو دي ألفارادو في مهمة. سمح ألفارادو بإقامة أحتفال ديني للآزتيك في تينوشتيتلان على غرار المذبحة السابقة في تشولولا، وأغلق ساحة الاحتفال وذبح نبلاء الأزتيك المحتفلين. وقد ذكر وصف لهذه المذبحة في سيرة كورتيس للمؤرخ فرانسيسكو لوبيز دي غومارا [الإنجليزية]. عجلت مجزرة ألفارادو في معبد تينوشتيتلان الرئيسي من تمرد سكان المدينة. وكان الإسبان يستغلون الإمبراطور مونتيزوما الاسير كدمية لتهدئة الجماهير من الغضب، لكنه قتل من حجر مقذوف. كان على كورتيس ورجاله أن يتلمسوا طريقهم للخروج من العاصمة خلال لَيْلَةُ الأحْزان في يونيو عام 1520. بعد عام في 13 أغسطس 1521 عادت التعزيزات الأسبانية والتلاكسكالانية إلى الحضارة التي محيت بسبب المجاعة والجدري. مما سهل على استيلاء ما تبقى من الآزتيك.
كان انهيار إمبراطورية الآزتك حجر الزاوية لتأسيس إمبراطورية إسبانية وراء البحار، وأطلق عليها إسبانيا الجديدة والتي سيعترف بها ولي العهد الإسباني رسميًا في عام 1535.

## بداية الغزو
وصل جيش كورتيز ونزل في (Tabasco) وأخضع السكان المحليين بسهولة واستمر بالتقدم في أراضي التلاشكالا (Tlaxcala) ألد أعداء إمبراطورية الآزتك، وكان هناك عدة حروب بينهم لكن عندما سمع كورتيز بعدد مقاتلي الإمبراطورية الأقوياء والشجعان، فكر بأن يتحد مع التلاشكالا ليحاربوا إمبراطورية الآزتك، وبالفعل اتحدوا وحاربوا ضد إمبراطورية الآزتك وانتصرت الإمبراطورية في أول مواجهة مع الإسبان والتلاشكالا فأبطأوا من تقدم الإسبان.

## دخول الإسبان تينوكتيتلان
ظل الإمبراطور مونتيزوما حتي بعد انتصاره على الإسبان، خائف من أن يكون هؤلاء الأغراب هم عودة الإله (Quetzalcoatl)، فأرسل لهم هدايا ودعاهم لزيارة عاصمة إمبراطورية الآزتكتينوكتيتلان (Tenochtitlan) وهي عبارة عن جزيرة في وسط بحيرة تيكسكوكو تتصل باليابس عن طريق ثلاثة جسور من الجنوب-الشمال-الغرب. صعد مونتيزوما وكورتيز قمة الهرم الكبير بتينوكتيتلان وانبهر كورتيز بما رآه في حواري المدنية، رأي الأسواق الملونة والبيوت المزينة، بعدها بفترة وجيزة، خدع كورتيز مونتيزوما واتخذه أسيراً ودخل تينوكتيتلان من دون عناء يذكر. أخذ الإسبان كل الذهب والثروات التي وجدوها، بل أيضاً أوقفوا القرابين التي كانت تقدم للآلهة حتي بعدما توسلت لهم الكهنة بأنهم سيقتلون إن لم تقدم القرابين، لم يكترث الإسبان بمعالم الفن في حضارة الآزتك، وكان الذهب هو كل اهتمامهم. بعدها وجد الناس مونتيزوما يقف في الأسواق يخطب في الناس طالباً منهم أن يكونوا في سلام مع الإسبان، فرموه بالحجارة وفي النهاية قتله الإسبان.

## تحرير تينوكتيتلان
قاد (Quauhtemoc) ابن أخ مونتيزوما وقد كان قائداً لجيش الإمبراطورية جيش الآزتك لكي يحرروا تينوكتيتلان من قبضة الإسبان، كان معظمهم أسري عند التلاشكالا، فاستطاع (Quauhtemoc) تحريرهم وأعاد تنظيم الجيش في جزيرة تيكسكوكو (Texcoco) وانطلق لمحاربة الإسبان في تينوكتيتلان، وكانت نتائج المعركة مذهلة حيث انتصر الآزتكانتصاراً باهراًو استطاعوا إخراج الإسبان من تينوكتيتلان بعد معركة عنيفة، وسمي الإسبان هذا اليوم ب(La Noche Triste) بلغتهم أي لَيْلَةُ الأحْزان" لموت كثير من الجنود من الإسبان ومن التلاشكالا وكان جنود الآزتك يستخدمون أسلحة بسيطة مثل الحجارة والسهام مقابل أعداء يستخدمون البنادق والمدافع فكان انتصاراً عظيماً.

## (Quauhtemoc) يتولي الحكم
بعد موت مونتيزوما وتحرير تينوكتيتلان كان يجب أن يتولي أحد حكم الإمبراطورية ليستمر الآزتك في محاربة الإسبان وإخراجهم من الإمبراطورية بالكامل فكان الأنسب هو ابن أخ مونتيزوما (Quauhtemoc) الذي استطاع قيادة الجيش ليحرر تينوكتيتلان من قبضة الإسبان، وفوراً قام بملاحقة كورتيز لكي يستعيد الذهب المسروق، حيث كان الخيار الوحيد أمام كورتيز لكي يعيد بناء وتنظيم الجيش الإسباني، هو الهرب الي الشمال عبر بحيرة تيكسكوكو للاحتماء عند حلفائهم التلاشكالا وبعدها سيستطيع من جديد الهجوم علي تينوكتيتلان، فكان أمام الإمبراطور الجديد أن جزء من قواته غرب البحيرة لكي يمنع كورتيز من الاحتماء عند التلاشكالا وحاصرهم من غرب البحيرة وشرقها، ولكن التلاشكالا تدخلوا في الوقت المناسب واستطاع كورتيز الهرب.

## عودة كورتيز لتينوكتيتلان
استطاع كورتيز الاحتماء عند حلفائه التلاشكالا، وأعاد تنظيم الجيش وأعد إستراتيجيته الجديدة لغزو تينوكتيتلان من جديد، حيث قام ببناء الكثير من السفن الحربية في جزيرة تيكسكوكو، كان كورتيز يعلم أن محاربوا الآزتك يستطيعون الدفاع عن مدينتهم في الجسور التي تؤدي إليها من الغرب والشمال والجنوب، لكنهم ضعفاء من الناحية البحرية فهكذا يكون من السهل دحر تينوكتيتلان عن طريق البحر لأنها كانت في وقتها تعد أكبر مدينة في العالم، وكانت محاطة بالمياه من كل النواحي تقريباً.
استعد (Quauhtemoc) للدفاع عن تينوكتيتلان حيث دعا محاربوا الآزتيك الشجعان الي معركه فاصلة، وكذلك شجع الكهنة المحاربون بدعوتهم للمعركة، قام الكهنة بإرسال الدخان ليعلم الجميع أن الآزتك جاهزون للقتال، وصعد الإمبراطور إلى قمة الهرم في وسط تينوكتيتلان ليخطب في الناس يشجعهم قائلاً لهم: إن تينوكتيتلان ستتعرض للهجوم قريباً، لكن محاربوا الآزتك الشجعان سيموتون قبل أن يروها تحت أيدي أعدائهم.

## المعركة الحاسمة
كان الإسبان والتلاشكالا يحاصرون المدينة من جميع الجهات، الإسبان من الشمال والجنوب، والتلاشكالا من الغرب، وكل هذا كان مع قصف بالمدافع الإسبانية من البر والبحر، ومع ذلك وبشجاعة محاربوا الآزتك القوية وإرادتهم استطاعوا هزيمة كورتيز ومن معه من التلاشكالا، وسعد الناس بالانتصار العظيم الذي حققوه، وأصبحت مدينتهم غارقة في الدمار. «سطوح البيوت تدمرت، وجدرانها حمراء بدماء القتلى» هكذا قال(Quauhtemoc) إمبراطور الآزتك.